# Times New Roman
A Times New Roman serif betűtípust az 1930-as évek elején tervezte a londoni The Times újság számára Starling Burgess, Victor Lardent és Stanley Morison. Habár a The Times már nem ezt a betűtípust használja, még mindig sok könyvet szerkesztenek vele.
A Times New Roman egy digitalizált változatát a Monotype tervezte meg a Microsoft részére, így a Windows 3.1 verziójától kezdve minden későbbi operációs rendszerében benne van. Csakúgy, mint az Apple Macintosh Times Romanje, ez is alapbetűtípusként jelenik meg sok alkalmazásban, főleg böngészőkben és szövegszerkesztőkben.
A Microsoft Times New Roman néven hivatkozik a Monotype Times New Roman PS betűtípusának TrueType változatára, ami a klasszikus Times New Roman keskenyebb párja.